# Aeropuerto de Estocolmo-Arlanda

Mapa del Aeropuerto

El aeropuerto de Estocolmo-Arlanda (en sueco: Stockholm-Arlanda flygplats) (IATA: ARN, OACI: ESSA) es un aeropuerto internacional situado en el municipio de Sigtuna, a 42 kilómetros al norte de Estocolmo y a 31 al sur de Uppsala. Es el aeropuerto más grande de Suecia, uno de los dos centros de conexión más importantes de SAS (Scandinavian Airlines System), y uno de los más grandes de Europa.
El aeropuerto fue utilizado por primera vez en 1959, pero solamente para vuelos de prácticas. En 1960 se abrió para el tráfico general, y en 1962 se inauguró oficialmente. El aeropuerto internacional de Arlanda tiene cuatro terminales. Las terminales 5 y 2 se utilizan para los vuelos internacionales. Los vuelos nacionales están en las terminales 3 y 4.
El nuevo edificio central, Arlanda Norte, abierto a finales de 2003, conecta la terminal 5 con el construido recientemente muelle F. Todos los vuelos internacionales manejados por SAS y sus socios de la alianza Star Alliance utilizan este nuevo edificio central. También se planeó un nuevo edificio, Arlanda Sur, para conectar las terminales 2, 3 y 4, pero la construcción está actualmente suspendida debido a la carencia de fondos. Entre los terminales 4 y 5 existe un centro comercial, Sky City, el cual cuenta también con una parada de ferrocarril. Además, el tren Arlanda Express, que conecta Arlanda con el centro de Estocolmo cuenta con dos estaciones en el aeropuerto.
El aeropuerto tiene una capacidad de cerca de 25 millones de pasajeros por año. El nombre del aeropuerto, Arlanda, fue escogido después de la convocatoria de un concurso previo a la apertura del aeropuerto. Se deriva de Arland, un antiguo nombre de la parroquia Ärlinghundra (actualmente Husby-Ärlinghundra), donde se sitúa el aeropuerto. La "a" final fue agregada en analogía con otros topónimos suecos que terminaban en "-landa", y también para hacer un retruécano con el verbo sueco "landa", que significa "aterrizar".
El aeropuerto es también escenario de bodas. En 2004, 348 parejas intercambiaron sus votos matrimoniales y se casaron en el aeropuerto, representando un incremento del 30 % sobre el 2003.

## Terminales
El aeropuerto tiene cuatro terminales. Las terminales 2 y 5 son usadas para vuelos internacionales. Los vuelos nacionales están en las terminales 3 y 4. El nuevo edificio central, Arlanda Norte, abierto a finales de 2003, conecta la terminal 5 con el nuevo muelle F. Todos los vuelos internaciones operados por SAS y sus aliadas de Star Alliance usan el nuevo edificio central. El edificio Arlanda Sur, conectará las terminales 2, 3 y 4, actualmente está planificado, pero la construcción está suspendida debido a la falta de fondos.
Terminal 2 – International (Arlanda Sur)
- La terminal 2 fue inicialmente construida para su uso por SAS como terminal doméstica. La terminal fue diseñada para permitir rotaciones cortas para los aviones e incrementar su eficiencia. El diseño también posibilita travesías cortas para los pasajeros desde la entrada del edificio al avión. Algunos equipamientos de rampa, habitualmente aportados por vehículos, fueron también instalados en la plataforma. Las pasarelas que conectan la terminal a la puerta frontal de un avión MD-80 de pasajeros fueron también construidas. Sus innovaciones y el diseño en forma de cola para propósitos domésticos hacen a la terminal muy eficiente. Sin embargo SAS decidió dejar la terminal debido al descenso del tráfico de pasajeros en rutas nacionales. Mientras tanto, la terminal fue usada por otras aerolíneas como Transwede Airways tanto para servicios domésticos como internacionesl pero en la actualidad la terminales sólo usada para vuelos internacionales. La terminal 2 tiene ocho puestos de estacionamientos con pasarelas.

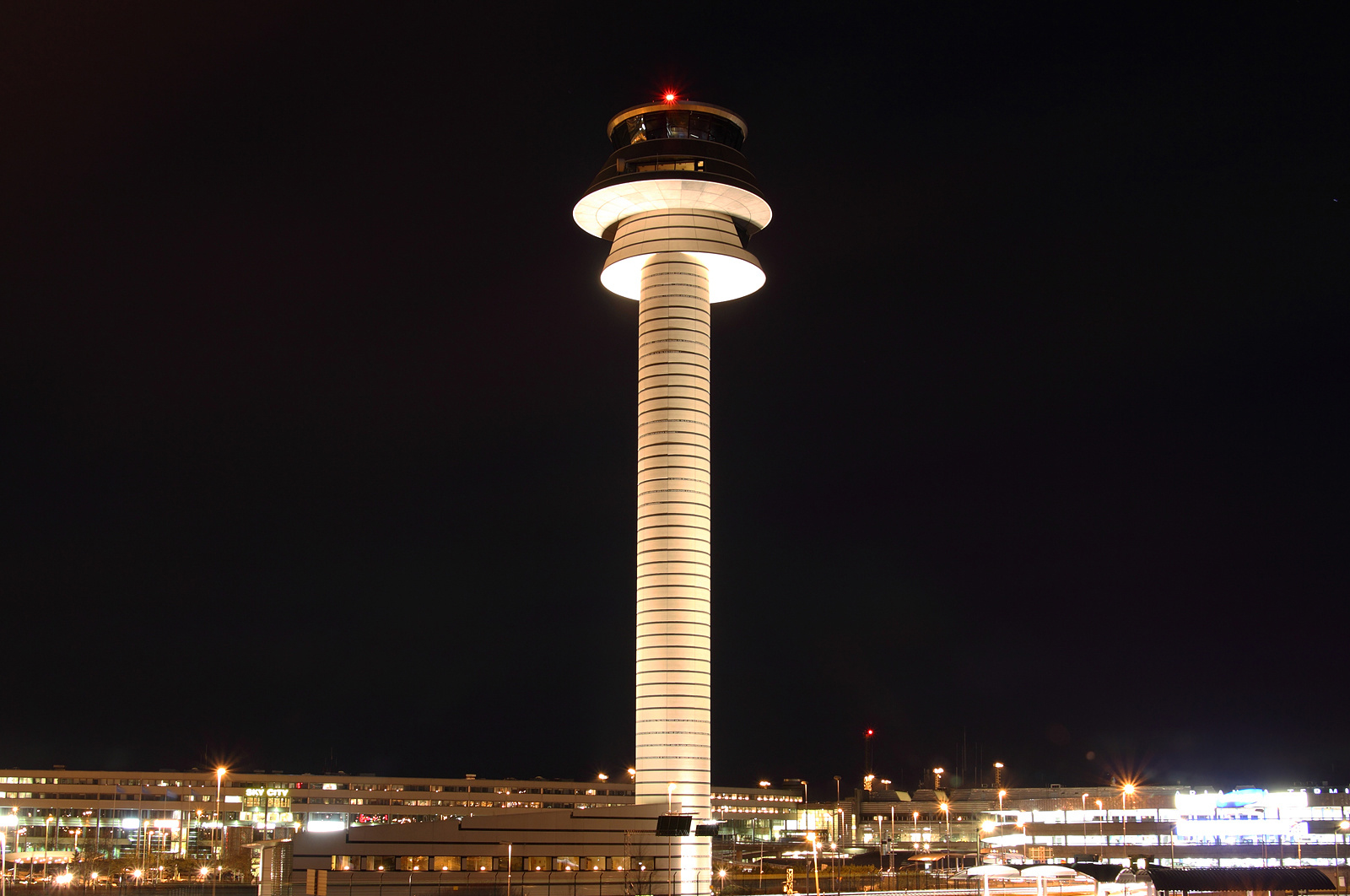
Torre de control de Arlanda por la noche

- La terminal es usada en la actualidad principalmente por aerolíneas de bajo coste.
- A 29 de mayo de 2012, Norwegian reubicó sus vuelos internacionales de la terminal 2 a la Terminal 5 dejando a Air France y Czech Airlines el acceso a la terminal 2.

Terminal 3 – Regional (Arlanda Sur)
- La terminal 3 fue construida en 1990 para aviones regionales. La gente se dirige al avión caminando desde las puertas y embarca en el avión con escalerillas.

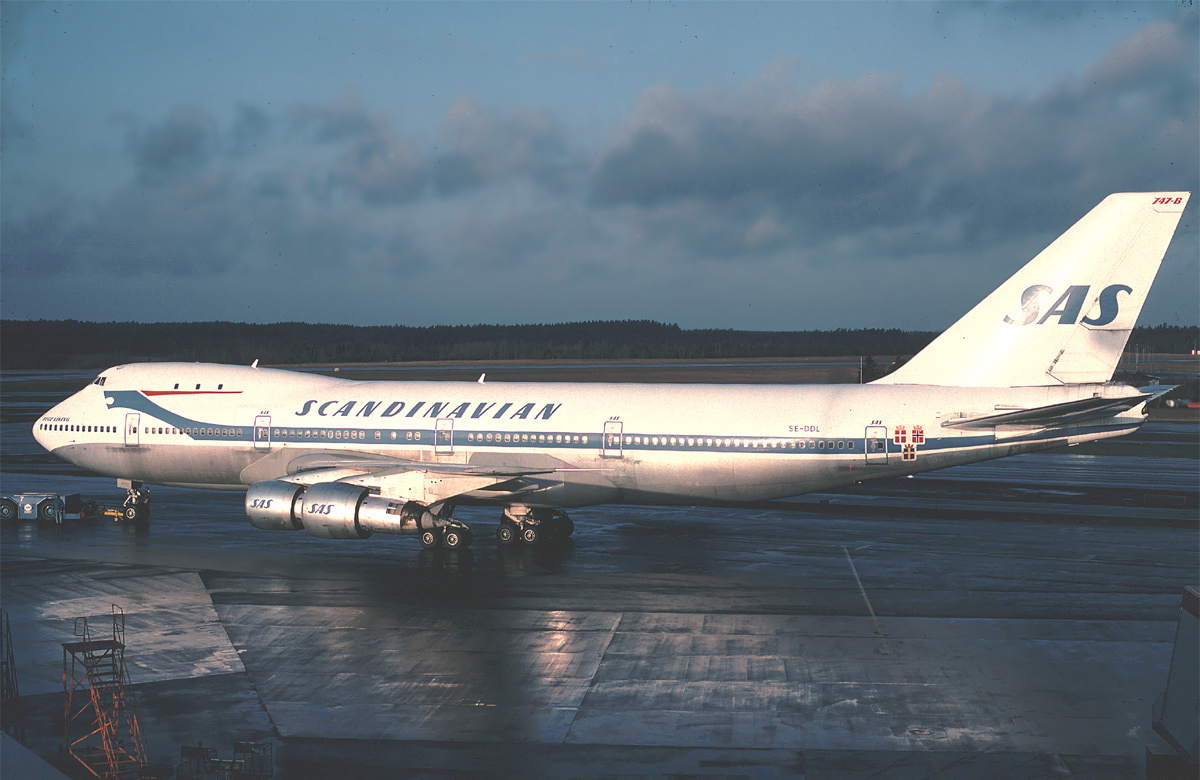
SAS usó aviones Boeing 747 en Arlanda en los setenta y ochenta. Aquí se les ve en las afueras de la terminal 5

Terminal 4 – Doméstica (Arlanda Sur)
- La terminal 4, anteriormente Inrikes 1 fue inicialmente diseñada para la aerolínea doméstica sueca Linjeflyg, y comenzó su construcción en 1983. Linjeflyg y Scandinavian Airlines movió todas sus operaciones desde el aeropuerto de Estocolmo-Bromma a la nueva terminal en Arlanda en 1984. Esto se hizo para posibilitar la interconexión de vuelos nacionales e internacionales en salida entre Scandinavian Airlines y Linjeflyg. Debido al aumento de popularidad, la terminal se quedó pronto pequeña. Por esta razónInrikes 2 fue dejada en exclusiva a SAS, quien movió todos sus vuelos nacionales de Inrikes 1 a la nueva terminal en 1990.
- Debido a una recesión económica de SAS retomó su operativa anterior en 1992, y de nuevo las dos transportistas compartieron la terminal. También en 1992 la terminal recibió un nuevo nombre, Terminal 4. Desde 1999 la terminal tiene su propia estación exprés para trenes de alta velocidad, conectando la terminal con la estación central de Estocolmo y la Terminal 5. En 2006, la terminal se sometió a una gran remodelación, la primera desde que fue construida en 1983.

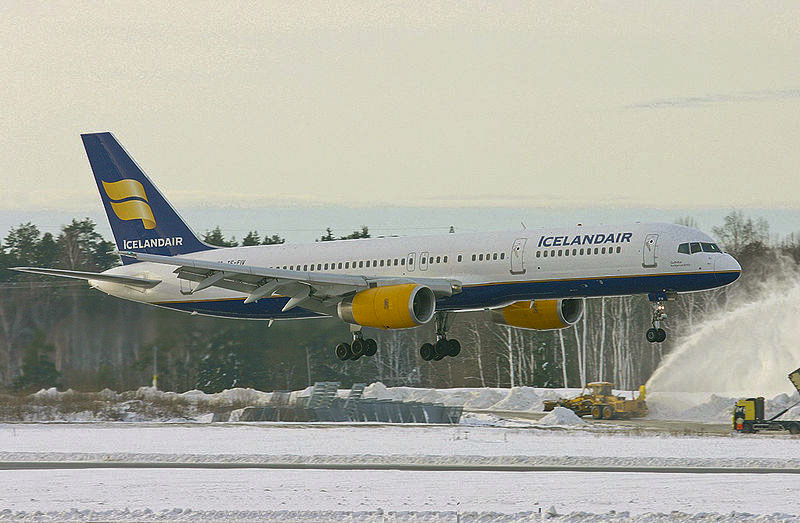
Boeing 757 de Icelandair aterriza durante una nevada en Arlanda

Terminal 5 – Internacional (Arlanda Norte)
- La terminal 5 es la mayor de las terminales de pasajeros en el aeropuerto y su uso es para vuelos internacionales. Todos los vuelos intercontinentales y otros vuelos internacionales, excepto aquellos operados en la terminal 2, operan desde la terminal 5. La terminal tiene tres muelles equipados con 31 puestos de estacionamiento dotados de pasarela. Hay así mismo un buen número de aparcamientos en remoto que dan servicio a esta terminal. La terminal 5 tiene restaurantes, bares y zonas comerciales. La primera fase de la terminal fue inaugurada en 1976. La terminal 5 ha sido desde entonces ampliada con la inauguración del muelle de pasajeros F. Además de los servicios regulares indicados, todos los vuelos chárter son operados desde la terminal 5. Esta terminal al igual que la terminal 4 y el Sky City está conectada con la estación central de Estocolmo con trenes de alta velocidad.

### Aerolíneas y destinos
Estocolmo-Arlanda sirve como base de operaciones principal para Nextjet, Norwegian Air Shuttle, Scandinavian Airlines y Skyways Express. Los destinos intercontinentales de Scandinavian Airlines son a Chicago y Newark, Air China a Pekín, United Airlines a Newark, Delta Air Lines y Norwegian Air Shuttle a Nueva York-JFK, Ethiopian Airlines a Addis Abeba, Qatar Airways a Doha, Thai Airways International a Bangkok y Norwegian Air Shuttle a Dubái. Además, varias aerolíneas chárter como TUIfly Nordic, Novair, Primera Air y Thomas Cook Airlines Scandinavia ofrecen servicios directos a varios destinos, incluyendo a las afueras de Europa.

### Destinos internacionales
| Ciudades por países       | Nombre del aeropuerto                                           | Aerolíneas | Aeronaves        | Frecuencias semanales |
| África                    | África                                                          | África | África           | África                |
| ------------------------- | --------------------------------------------------------------- | --- | ---------------- | --------------------- |
| Cabo Verde                |                                                                 | |                  |                       |
| Isla de Boa Vista         | Aeropuerto Internacional Aristides Pereira                      | Chárter Estacional: Sunclass Airlines TUIfly Nordic | A3xx B737-8MAX   |                       |
| Isla de Sal               | Aeropuerto Internacional Amílcar Cabral                         | Chárter Estacional: Sunclass Airlines TUIfly Nordic | A3xx B737-8MAX   |                       |
| Egipto                    |                                                                 | |                  |                       |
| Hurgada                   | Aeropuerto Internacional de Hurghada                            | Sunclass Airlines (Chárter Estacional) TUIfly Nordic (Chárter Estacional)                                                                                           | A3xx B7x7        |                       |
| Marsa Alam                | Aeropuerto Internacional de Marsa Alam                          | Sunclass Airlines (Chárter Estacional) | A3xx             |                       |
| Etiopía                   |                                                                 | |                  |                       |
| Adís Abeba                | Aeropuerto Internacional Bole                                   | Ethiopian | B787-9           |                       |
| Gambia                    |                                                                 | |                  |                       |
| Banjul                    | Aeropuerto Internacional Yundum                                 | Sunclass Airlines (Chárter Estacional) | A3xx             |                       |
| Marruecos                 |                                                                 | |                  |                       |
| Agadir                    | Aeropuerto de Agadir-Al Massira                                 | Air Arabia Maroc Norwegian Air Shuttle (Estacional) | A320-214 B737    |                       |
| Casablanca                | Aeropuerto Internacional Mohámmed V                             | Royal Air Maroc |                  |                       |
| Marrakech                 | Aeropuerto de Marrakech-Menara                                  | Norwegian Air Shuttle (Estacional) | B737             |                       |
| Túnez                     |                                                                 | |                  |                       |
| Monastir                  | Aeropuerto Internacional de Monastir-Habib Bourguiba            | Nouvelair (Estacional) | A320-200         |                       |
| Norteamérica              |                                                                 | |                  |                       |
| Canadá                    |                                                                 | |                  |                       |
| Toronto                   | Aeropuerto Internacional Toronto Pearson                        | SAS | A321LR           |                       |
| Estados Unidos            |                                                                 | |                  |                       |
| Chicago                   | Aeropuerto Internacional O'Hare                                 | SAS |                  |                       |
| Los Ángeles               | Aeropuerto Internacional de Los Ángeles                         | SAS |                  |                       |
| Miami                     | Aeropuerto Internacional de Miami                               | SAS (Estacional) |                  |                       |
| Newark                    | Aeropuerto Internacional Libertad de Newark                     | SAS United Airlines (Estacional) |                  |                       |
| El Caribe                 |                                                                 | |                  |                       |
| Aruba                     |                                                                 | |                  |                       |
| Aruba                     | Aeropuerto Internacional Reina Beatrix                          | Sunclass Airlines (Chárter Estacional) | A3xx             |                       |
| Jamaica                   |                                                                 | |                  |                       |
| Montego Bay               | Aeropuerto Internacional Sangster                               | Sunclass Airlines (Chárter Estacional) | A3xx             |                       |
| República Dominicana      |                                                                 | |                  |                       |
| Punta Cana                | Aeropuerto Internacional de Punta Cana                          | Sunclass Airlines (Chárter Estacional) | A3xx             |                       |
| Asia                      |                                                                 | |                  |                       |
| Catar                     |                                                                 | |                  |                       |
| Doha                      | Aeropuerto Internacional Hamad                                  | Finnair Qatar Airways | A330-302E B787-8 |                       |
| China                     |                                                                 | |                  |                       |
| Pekín                     | Aeropuerto Internacional de Pekín-Capital                       | Air China |                  |                       |
| Shanghái                  | Aeropuerto Internacional Pudong                                 | China Eastern Airlines (Estacional) |                  |                       |
| Chipre                    |                                                                 | |                  |                       |
| Lárnaca                   | Aeropuerto Internacional de Lárnaca                             | Norwegian Air Shuttle SAS (Chárter Estacional) Sunclass Airlines (Chárter Estacional)                                                                               | B737 A3xx        |                       |
| Emiratos Árabes Unidos    |                                                                 | |                  |                       |
| Dubái                     | Aeropuerto Internacional de Dubái                               | Emirates Norwegian Air Shuttle (Estacional) | B737             |                       |
| India                     |                                                                 | |                  |                       |
| Nueva Delhi               | Aeropuerto Internacional Indira Gandhi                          | Air India |                  |                       |
| Irak                      |                                                                 | |                  |                       |
| Bagdad                    | Aeropuerto Internacional de Bagdad                              | Iraqi Airways |                  |                       |
| Erbil                     | Aeropuerto Internacional de Erbil                               | FlyErbil |                  |                       |
| Solimania                 | Aeropuerto Internacional de Suleimaniya                         | FlyErbil |                  |                       |
| Irán                      |                                                                 | |                  |                       |
| Teherán                   | Aeropuerto Internacional Imán Jomeini                           | Iran Air |                  |                       |
| Israel                    |                                                                 | |                  |                       |
| Tel Aviv                  | Aeropuerto Internacional Ben Gurión                             | Norwegian Air Shuttle | B737             |                       |
| Líbano                    |                                                                 | |                  |                       |
| Beirut                    | Aeropuerto Internacional Rafic Hariri                           | SAS (Estacional) |                  |                       |
| Singapur                  |                                                                 | |                  |                       |
| Singapur                  | Aeropuerto Internacional de Singapur                            | Singapore Airlines |                  |                       |
| Tailandia                 |                                                                 | |                  |                       |
| Phuket                    | Aeropuerto Internacional de Phuket                              | Thai Airways (Estacional) Sunclass Airlines (Chárter Estacional) | A3xx             |                       |
| Turquía                   |                                                                 | |                  |                       |
| Antalya                   | Aeropuerto de Antalya                                           | Pegasus Airlines SunExpress (Estacional) Sunclass Airlines (Chárter Estacional) Turkish Airlines                                                                    | B737 A3xx        |                       |
| Bodrum                    | Aeropuerto de Milas-Bodrum                                      | Sunclass Airlines (Chárter Estacional) | A3xx             |                       |
| Esmirna                   | Aeropuerto de Esmirna-Adnan Menderes                            | SunExpress (Estacional) | B737             |                       |
| Estambul                  | Aeropuerto de Estambul                                          | Pegasus Airlines Turkish Airlines |                  |                       |
| Gazipaşa                  | Aeropuerto de Gazipaşa                                          | SAS (Estacional) Sunclass Airlines (Chárter Estacional) | A3xx             |                       |
| Konya                     | Aeropuerto de Konya                                             | SunExpress (Estacional) | B737             |                       |
| Europa                    |                                                                 | |                  |                       |
| Albania                   |                                                                 | |                  |                       |
| Tirana                    | Aeropuerto Internacional Madre Teresa                           | SAS (Chárter Estacional) |                  |                       |
| Alemania                  |                                                                 | |                  |                       |
| Berlín                    | Aeropuerto de Berlín-Brandeburgo Willy Brandt                   | easyJet Europe Norwegian Air Shuttle SAS | A3xx             |                       |
| Colonia/Bonn              | Aeropuerto de Colonia/Bonn                                      | Eurowings (Estacional) |                  |                       |
| Düsseldorf                | Aeropuerto Internacional de Düsseldorf                          | Eurowings SAS |                  |                       |
| Fráncfort del Meno        | Aeropuerto de Fráncfort del Meno                                | Lufthansa SAS |                  |                       |
| Hamburgo                  | Aeropuerto de Hamburgo-Fuhlsbüttel                              | Eurowings SAS |                  |                       |
| Múnich                    | Aeropuerto Internacional de Múnich                              | Lufthansa Norwegian Air Shuttle SAS | B737             |                       |
| Stuttgart                 | Aeropuerto de Stuttgart                                         | SAS |                  |                       |
| Austria                   |                                                                 | |                  |                       |
| Salzburgo                 | Aeropuerto de Salzburgo                                         | Norwegian Air Shuttle (Estacional) SAS | B737             |                       |
| Innsbruck                 | Aeropuerto de Innsbruck                                         | SAS (Estacional) |                  |                       |
| Viena                     | Aeropuerto de Viena-Schwechat                                   | Austrian Airlines |                  |                       |
| Bélgica                   |                                                                 | |                  |                       |
| Bruselas                  | Aeropuerto de Bruselas-National                                 | SAS |                  |                       |
| Bielorrusia               |                                                                 | |                  |                       |
| Minsk                     | Aeropuerto Internacional de Minsk                               | Belavia |                  |                       |
| Bosnia y Herzegovina      |                                                                 | |                  |                       |
| Sarajevo                  | Aeropuerto Internacional de Sarajevo                            | Norwegian Air Shuttle SAS (Estacional) | B737             |                       |
| Bulgaria                  |                                                                 | |                  |                       |
| Burgas                    | Aeropuerto de Burgas                                            | Norwegian Air Shuttle (Estacional) TUIfly Nordic (Chárter Estacional)                                                                                               | B737 B7x7        |                       |
| Croacia                   |                                                                 | |                  |                       |
| Dubrovnik                 | Aeropuerto de Dubrovnik                                         | Norwegian Air Shuttle (Estacional) SAS (Estacional) | B737             |                       |
| Pula                      | Aeropuerto de Pula                                              | Norwegian Air Shuttle (Estacional) SAS (Estacional) TUIfly Nordic (Chárter Estacional)                                                                              | B737 B7x7        |                       |
| Split                     | Aeropuerto de Split                                             | Norwegian Air Shuttle (Estacional) SAS (Estacional) | B737             |                       |
| Zagreb                    | Aeropuerto de Zagreb-Pleso                                      | Croatia Airlines (Estacional) |                  |                       |
| Dinamarca                 |                                                                 | |                  |                       |
| Aarhus                    | Aeropuerto de Aarhus                                            | SAS |                  |                       |
| Billund                   | Aeropuerto de Billund                                           | SAS |                  |                       |
| Copenhague                | Aeropuerto de Copenhague-Kastrup                                | Norwegian Air Shuttle SAS | B737             |                       |
| España                    |                                                                 | |                  |                       |
| Alicante                  | Aeropuerto de Alicante-Elche                                    | Norwegian Air Shuttle SAS | B737             |                       |
| Barcelona                 | Aeropuerto de Barcelona-El Prat                                 | Norwegian Air Shuttle SAS (Estacional) Vueling | B737 A3xx        |                       |
| Bilbao                    | Aeropuerto de Bilbao                                            | Norwegian Air Shuttle (Estacional) | B737             |                       |
| Fuerteventura             | Aeropuerto de Fuerteventura                                     | Norwegian Air Shuttle (Estacional) Travel Service Airlines (Chárter Estacional) Sunclass Airlines (Chárter Estacional) TUIfly Nordic (Chárter Estacional)           | B737 A3xx B7x7   |                       |
| Gran Canaria              | Aeropuerto de Gran Canaria                                      | Norwegian Air Shuttle SAS Sunclass Airlines (Chárter) TUIfly Nordic (Chárter)                                                                                       | B737 A3xx B7x7   |                       |
| Ibiza                     | Aeropuerto de Ibiza                                             | SAS (Estacional) |                  |                       |
| Jerez de la Frontera      | Aeropuerto de Jerez                                             | SAS (Estacional) | B7x7             |                       |
| Lanzarote                 | Aeropuerto de Lanzarote                                         | TUIfly Nordic (Chárter Estacional) | B7x7             |                       |
| Madrid                    | Aeropuerto de Madrid-Barajas                                    | Air Europa (Estacional) Iberia Norwegian Air Shuttle | B7x7 A3xx B737   |                       |
| Málaga                    | Aeropuerto de Málaga-Costa del Sol                              | Norwegian Air Shuttle SAS | B737             |                       |
| Palma de Mallorca         | Aeropuerto de Palma de Mallorca                                 | Norwegian Air Shuttle SAS (Chárter Estacional) Sunclass Airlines (Chárter Estacional) TUIfly Nordic (Chárter Estacional)                                            | B737 A3xx B7x7   |                       |
| Sevilla                   | Aeropuerto de Sevilla                                           | SAS (Reinicia el 26 de Febrero de 2022) | B7x7             |                       |
| Tenerife                  | Tenerife Sur                                                    | Norwegian Air Shuttle Sunclass Airlines (Chárter Estacional) TUIfly Nordic (Chárter Estacional)                                                                     | B737 A3xx B7x7   |                       |
| Estonia                   |                                                                 | |                  |                       |
| Tallin                    | Aeropuerto de Tallin                                            | airBaltic Norwegian Air Shuttle SAS | A220-371 B737    |                       |
| Finlandia                 |                                                                 | |                  |                       |
| Helsinki                  | Aeropuerto de Helsinki-Vantaa                                   | Finnair (Estacional) Norwegian Air Shuttle SAS | B737             |                       |
| Oulu                      | Aeropuerto de Oulu                                              | SAS |                  |                       |
| Mariehamn                 | Aeropuerto de Mariehamn                                         | Air Leap |                  |                       |
| Tampere                   | Aeropuerto de Tampere-Pirkkala                                  | SAS |                  |                       |
| Turku                     | Aeropuerto de Turku                                             | SAS |                  |                       |
| Vaasa                     | Aeropuerto de Vaasa                                             | SAS |                  |                       |
| Francia                   |                                                                 | |                  |                       |
| Bastia                    | Aeropuerto de Bastia-Poretta                                    | Norwegian Air Shuttle (Estacional) SAS (Estacional) | B737             |                       |
| Biarritz                  | Aeropuerto de Biarritz-Anglet-Bayonne                           | SAS (Estacional) |                  |                       |
| Burdeos                   | Aeropuerto de Burdeos-Mérignac                                  | Norwegian Air Shuttle (Estacional) | B737             |                       |
| Chambéry                  | Aeropuerto de Chambéry-Saboya                                   | SAS (Estacional) |                  |                       |
| Grenoble                  | Aeropuerto de Grenoble-Isère                                    | Norwegian Air Shuttle (Estacional) | B737             |                       |
| Lyon                      | Aeropuerto de Lyon-Saint Exupéry                                | easyJet Europe (Estacional) | A3xx             |                       |
| Marsella                  | Aeropuerto de Marsella-Provenza                                 | Air France (Estacional) SAS (Estacional) |                  |                       |
| Montpellier               | Aeropuerto de Montpellier-Méditerranée                          | Norwegian Air Shuttle (Estacional) | B737             |                       |
| Niza                      | Aeropuerto Internacional de Niza-Costa Azul                     | Norwegian Air Shuttle SAS | B737             |                       |
| París                     | Aeropuerto de París-Charles de Gaulle                           | Air France Norwegian Air Shuttle SAS | B737             |                       |
| Grecia                    |                                                                 | |                  |                       |
| Atenas                    | Aeropuerto Internacional Eleftherios Venizelos                  | Aegean Airlines Norwegian Air Shuttle (Estacional) SAS | A32x B737        |                       |
| Corfú                     | Aeropuerto Internacional de Corfú-Ioannis Kapodistrias          | Norwegian Air Shuttle (Estacional) SAS (Chárter Estacional) TUIfly Nordic (Chárter Estacional)                                                                      | B737 B7x7        |                       |
| Heraclión                 | Aeropuerto Internacional de Heraclión Nikos Kazantzakis         | Norwegian Air Shuttle (Estacional) Sunclass Airlines (Chárter Estacional) TUIfly Nordic (Chárter Estacional)                                                        | B737 A3xx B7x7   |                       |
| Ioannina                  | Aeropuerto Nacional de Ioannina                                 | SAS (Chárter Estacional) |                  |                       |
| Kalamata                  | Aeropuerto de Kalamata                                          | Aegean Airlines (Estacional) | A32x             |                       |
| Karpatos                  | Aeropuerto Nacional de la Isla de Karpatos                      | SAS (Chárter Estacional) |                  |                       |
| Kavala                    | Aeropuerto Internacional de Kavala                              | SAS (Chárter Estacional) |                  |                       |
| Kos                       | Aeropuerto Internacional de Kos-Hipócrates                      | Norwegian Air Shuttle (Estacional) SAS (Chárter Estacional) | B737             |                       |
| La Canea                  | Aeropuerto Internacional de La Canea                            | Corendon Airlines Europe (Estacional) Norwegian Air Shuttle (Estacional) SAS (Estacional) Sunclass Airlines (Chárter Estacional)                                    | B737 A3xx        |                       |
| Miconos                   | Aeropuerto Nacional de Míconos                                  | SAS (Estacional) |                  |                       |
| Preveza                   | Aeropuerto Nacional de Aktion                                   | SAS (Chárter Estacional) |                  |                       |
| Rodas                     | Aeropuerto Internacional de Rodas-Diágoras                      | Corendon Airlines Europe (Estacional) Norwegian Air Shuttle (Estacional) SAS (Estacional) Sunclass Airlines (Chárter Estacional) TUIfly Nordic (Chárter Estacional) | B737 A3xx B7x7   |                       |
| Salónica                  | Aeropuerto Internacional Macedonia                              | SAS |                  |                       |
| Samos                     | Aeropuerto Internacional de Samos                               | SAS (Chárter Estacional) TUIfly Nordic (Chárter Estacional) | B7x7             |                       |
| Santorini                 | Aeropuerto Nacional de Santorini (Thira)                        | Norwegian Air Shuttle (Estacional) SAS (Chárter Estacional) |                  |                       |
| Sitia                     | Aeropuerto de Sitia                                             | SAS (Chárter Estacional) |                  |                       |
| Scíathos                  | Aeropuerto Internacional de Scíathos - Alexandros Papadiamantis | SAS (Chárter Estacional) |                  |                       |
| Zante                     | Aeropuerto Internacional de Zante                               | TUIfly Nordic (Chárter Estacional) | B7x7             |                       |
| Hungría                   |                                                                 | |                  |                       |
| Budapest                  | Aeropuerto de Budapest-Ferenc Liszt                             | Norwegian Air Shuttle SAS (Estacional) | B737             |                       |
| Irlanda                   |                                                                 | |                  |                       |
| Dublín                    | Aeropuerto de Dublín                                            | Norwegian Air Shuttle SAS | B737             |                       |
| Islandia                  |                                                                 | |                  |                       |
| Reikiavik                 | Aeropuerto Internacional de Keflavík                            | Icelandair SAS (Estacional) | B7x7             |                       |
| Italia                    |                                                                 | |                  |                       |
| Alguer                    | Aeropuerto de Alguer-Fertilia                                   | TUIfly Nordic (Chárter Estacional) | B7x7             |                       |
| Bolonia                   | Aeropuerto de Bolonia                                           | SAS (Estacional) |                  |                       |
| Catania                   | Aeropuerto de Catania-Fontanarossa                              | Norwegian Air Shuttle (Estacional) SAS (Estacional) TUIfly Nordic (Chárter Estacional)                                                                              | B737 B7x7        |                       |
| Cagliari                  | Aeropuerto de Cagliari-Elmas                                    | SAS (Estacional) |                  |                       |
| Milán                     | Aeropuerto de Milán-Linate                                      | Alitalia (Estacional) SAS |                  |                       |
| Milán                     | Aeropuerto de Milán-Malpensa                                    | easyJet Europe SAS | A3xx             |                       |
| Nápoles                   | Aeropuerto de Nápoles-Capodichino                               | SAS |                  |                       |
| Olbia                     | Aeropuerto de Olbia-Costa Smeralda                              | Norwegian Air Shuttle (Estacional) SAS (Estacional) | B737             |                       |
| Palermo                   | Aeropuerto de Palermo-Punta Raisi                               | SAS (Estacional) |                  |                       |
| Pisa                      | Aeropuerto de Pisa                                              | Norwegian Air Shuttle (Estacional) SAS (Estacional) | B737             |                       |
| Roma                      | Aeropuerto de Roma-Fiumicino                                    | Norwegian Air Shuttle SAS Vueling (Estacional) | B737 A3xx        |                       |
| Turín                     | Aeropuerto de Turín-Caselle                                     | SAS (Estacional) |                  |                       |
| Venecia                   | Aeropuerto Internacional Marco Polo                             | Norwegian Air Shuttle (Estacional) SAS (Estacional) | B737             |                       |
| Kosovo                    |                                                                 | |                  |                       |
| Pristina                  | Aeropuerto Internacional de Priština                            | Norwegian Air Shuttle (Estacional) SAS (Estacional) | B737             |                       |
| Letonia                   |                                                                 | |                  |                       |
| Riga                      | Aeropuerto Internacional de Riga                                | AirBaltic Norwegian Air Shuttle SAS | A220-371 B737    |                       |
| Lituania                  |                                                                 | |                  |                       |
| Vilna                     | Aeropuerto Internacional de Vilna                               | Norwegian Air Shuttle SAS | B737             |                       |
| Malta                     |                                                                 | |                  |                       |
| Malta                     | Aeropuerto Internacional de Malta                               | SAS |                  |                       |
| Países Bajos              |                                                                 | |                  |                       |
| Ámsterdam                 | Aeropuerto de Ámsterdam-Schiphol                                | KLM Norwegian Air Shuttle SAS | B737             |                       |
| Eindhoven                 | Aeropuerto de Eindhoven                                         | Transavia | B737NG           |                       |
| Noruega                   |                                                                 | |                  |                       |
| Bodø                      | Aeropuerto de Bodø                                              | SAS (Estacional) |                  |                       |
| Oslo                      | Aeropuerto de Oslo-Gardermoen                                   | Air Leap (Estacional) Ethiopian Norwegian Air Shuttle SAS | B787-9 B737      |                       |
| Bergen                    | Aeropuerto de Bergen-Flesland                                   | Finnair (Estacional) Norwegian Air Shuttle SAS | B737             |                       |
| Stavanger                 | Aeropuerto de Stavanger-Sola                                    | SAS |                  |                       |
| Trondheim                 | Aeropuerto de Trondheim-Værnes                                  | SAS |                  |                       |
| Tromsø                    | Aeropuerto de Tromsø-Langnes                                    | SAS |                  |                       |
| Polonia                   |                                                                 | |                  |                       |
| Cracovia                  | Aeropuerto de Cracovia-Juan Pablo II                            | Norwegian Air Shuttle SAS | B737             |                       |
| Gdansk                    | Aeropuerto de Gdańsk-Lech Wałęsa                                | SAS (Estacional) |                  |                       |
| Varsovia                  | Aeropuerto de Varsovia-Chopin                                   | LOT Polish Airlines |                  |                       |
| Portugal                  |                                                                 | |                  |                       |
| Faro                      | Aeropuerto de Faro                                              | Norwegian Air Shuttle SAS | B737             |                       |
| Funchal                   | Aeropuerto de Madeira                                           | Norwegian Air Shuttle (Estacional) SAS (Estacional) Sunclass Airlines (Chárter Estacional)                                                                          | B737 A3xx        |                       |
| Lisboa                    | Aeropuerto de Lisboa                                            | Norwegian Air Shuttle SAS (Estacional) TAP Air Portugal | B737 A3xx        |                       |
| Reino Unido               |                                                                 | |                  |                       |
| Bristol                   | Aeropuerto Internacional de Bristol                             | easyJet | A3xx             |                       |
| Edimburgo                 | Aeropuerto de Edimburgo                                         | Norwegian Air Shuttle SAS | B737             |                       |
| Londres                   | Aeropuerto de Londres-Gatwick                                   | Norwegian Air Shuttle | B737             |                       |
| Londres                   | Aeropuerto de Londres-Heathrow                                  | British Airways SAS |                  |                       |
| Londres                   | Aeropuerto de Londres-Luton                                     | easyJet | A3xx             |                       |
| Mánchester                | Aeropuerto de Mánchester                                        | Norwegian Air Shuttle SAS | B737             |                       |
| República Checa           |                                                                 | |                  |                       |
| Praga                     | Aeropuerto de Praga                                             | Czech Airlines Norwegian Air Shuttle SAS | B737             |                       |
| Rumania                   |                                                                 | |                  |                       |
| Bucarest                  | Aeropuerto Internacional de Bucarest                            | TAROM |                  |                       |
| Serbia                    |                                                                 | |                  |                       |
| Belgrado                  | Aeropuerto de Belgrado-Nikola Tesla                             | Air Serbia Norwegian Air Shuttle (Estacional) | B737             |                       |
| Suiza                     |                                                                 | |                  |                       |
| Ginebra                   | Aeropuerto Internacional de Ginebra                             | Norwegian Air Shuttle (Estacional) SAS | B737             |                       |
| Zúrich                    | Aeropuerto Internacional de Zúrich                              | SAS Swiss | A                |                       |
| Suiza Francia Alemania    |                                                                 | |                  |                       |
| Basilea/Mulhouse/Friburgo | Aeropuerto de Basilea-Mulhouse-Friburgo                         | easyJet Switzerland | A3xx             |                       |
| Ucrania                   |                                                                 | |                  |                       |
| Kiev                      | Aeropuerto Internacional de Kiev                                | Ukraine International Airlines |                  |                       |

## Estadísticas

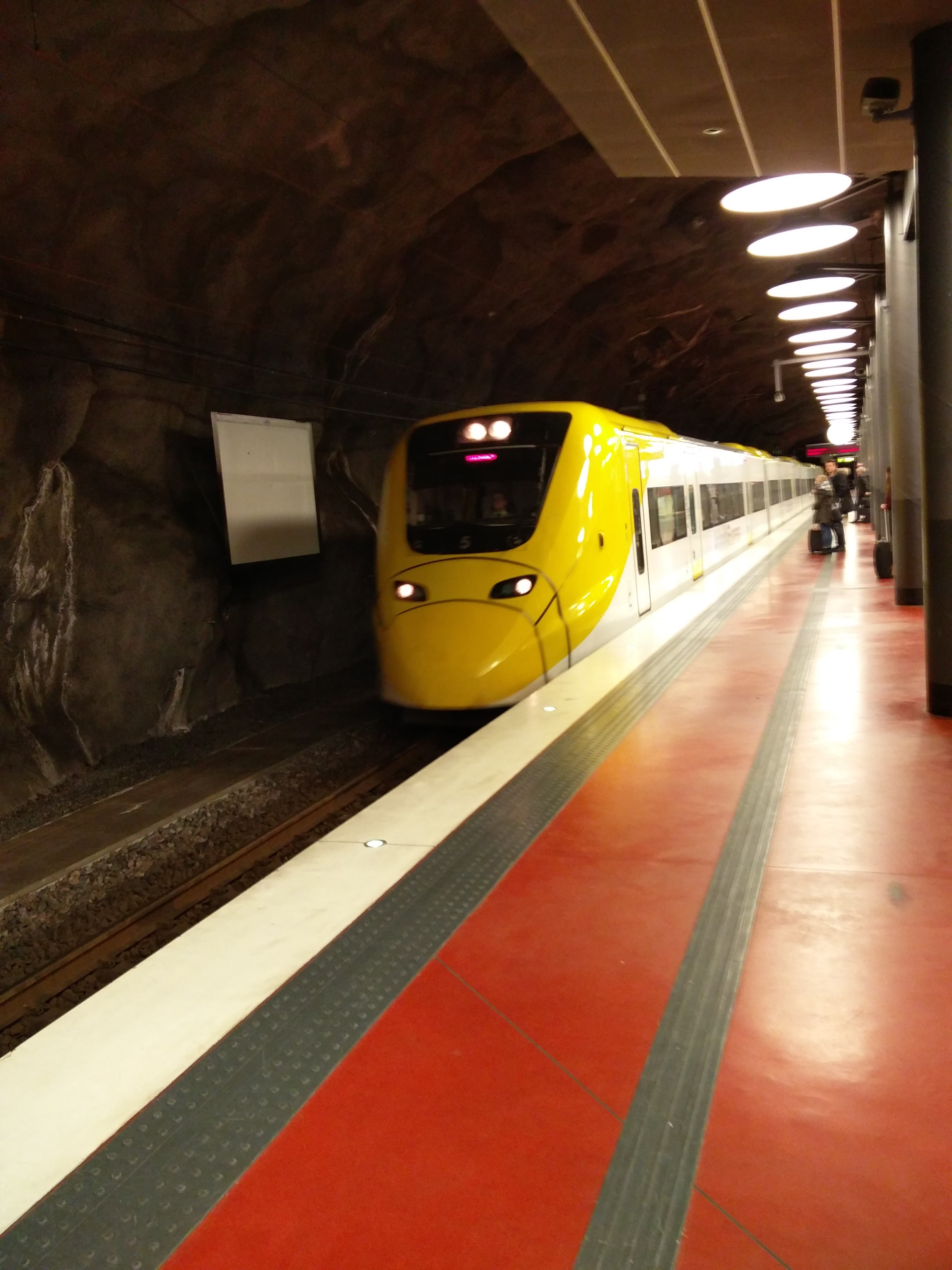
Arlanda Express en la Estación Arlanda Sur

Ver fuente y consulta Wikidata.

## Conexiones con Estocolmo

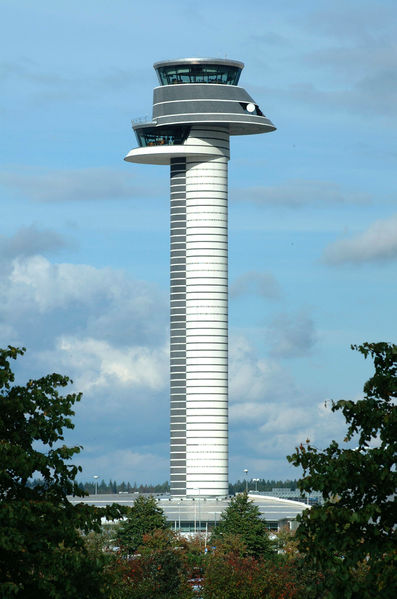
Torre de control de Arlanda.

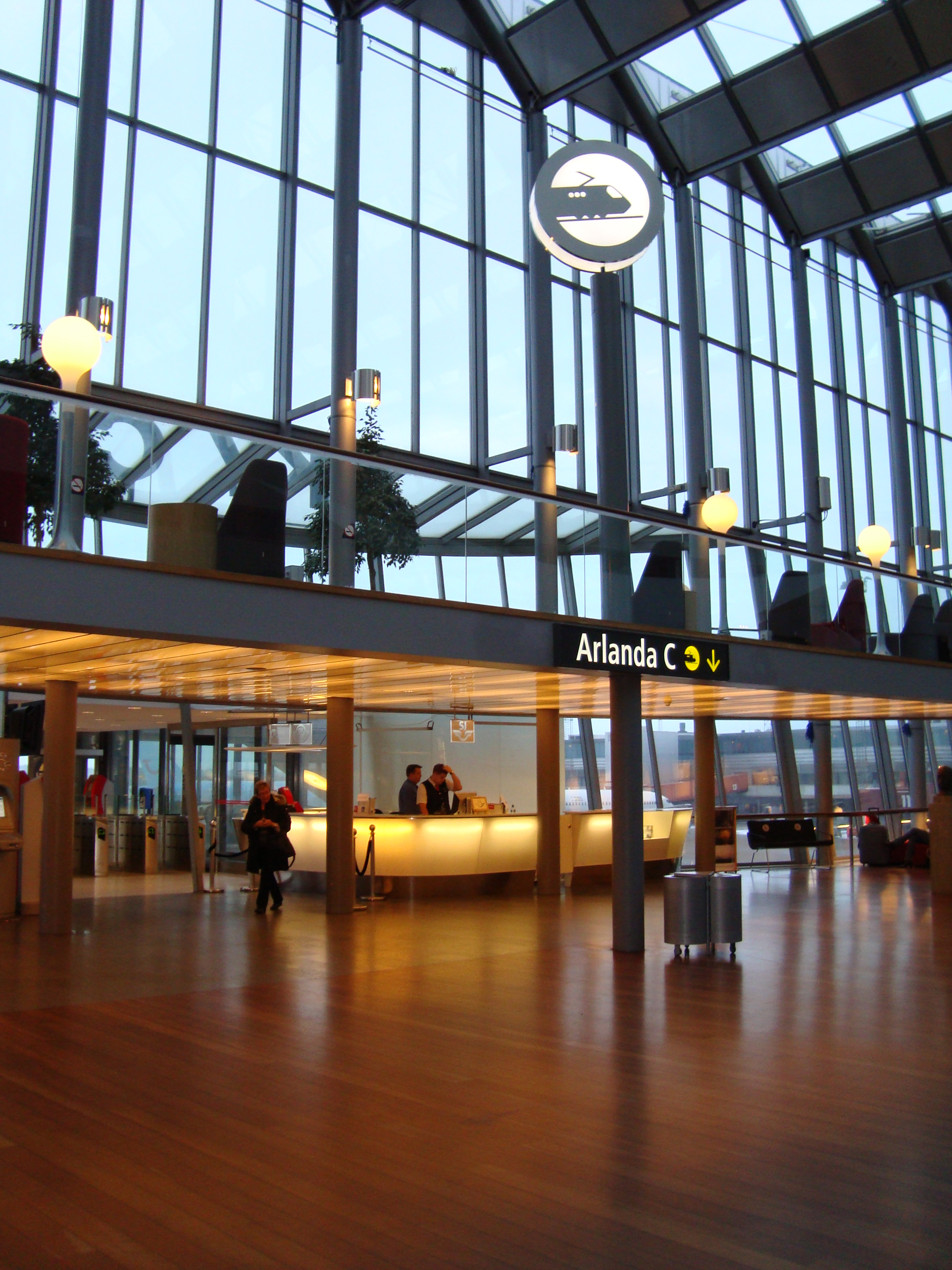
Entrada a la estación central de Arlanda en el Sky City.

Existen varias formas de llegar a Estocolmo, incluyendo el tren "Arlanda Express", la forma más rápida.
| Método | Duración aproximada (minutos) | Precio (1 adulto, 2007, SEK) |
| --- | ----------------------------- | --- |
| Autocares del aeropuerto | 50 min                        | 95 kr (ida), 175 kr (ida y vuelta) |
| Taxi | 40 min                        | 445 kr (aproximadamente; cada compañía tiene tarifas diferentes)                                                                              |
| Arlanda Express | 20 min                        | 280 kr (ida), 540 kr (ida y vuelta) |
| Transporte público: Línea de autobús 583 a la estación de Märsta; allí tren de cercanías a la estación central de Estocolmo | 60 min                        | 75 kr en metálico, 40 kr comprando un bono (80 kr) de 10 cupones (se necesitan 5 cupones para un trayecto). Los bonos se compran en Sky City. |